# Toulouse Football Club
Toulouse Football Club es un club de fútbol francés, de la ciudad de Toulouse en el departamento de Alto Garona (Pirineos Centrales). Fue fundado en 1970 y actualmente juega en la Ligue 1, la primera división del fútbol nacional. Fue fundado concretamente el 25 de mayo de tal año gracias al esfuerzo de Lilian Buzzichelli, importante empresario por aquel entonces de la zona franco-pirenaica.

## Historia
Aunque existió otro TFC anterior al actual, lo cierto es que este sólo guarda relación con el actual en el nombre, ya que la historia del actual equipo de Toulouse se remonta a 1970, cuando el actual club es fundado concretamente el 25 de mayo de tal año por Lilian Buzzichelli, empresario por aquellos entonces de la zona franco-pirenaica. Fue él quien creó, junto con la ayuda de algunos industriales de Midi, el Union Sportive Toulouse (UST), predecesor del club aquí tratado. En un principio, el club adoptó como suyos los colores rojo y blanco tanto en el escudo como en las equipaciones. Viendo el esfuerzo aportado, son muchas las entidades que deciden colaborar con el club: El ayuntamiento les cede el Stadium; jugadores del Cadets de Gasconia y del AS Mermoz-Bonnefoy, dos equipos cercanos, vienen a jugar; Just Fontaine, un conocido jugador y entrenador de la época, se ofrece para descubrir alguna que otra promesa del fútbol. Tras todo el esfuerzo hecho, la Federación Francesa de Fútbol invitó al club a disputar el campeonato National en 1970 (campaña 1970/71).

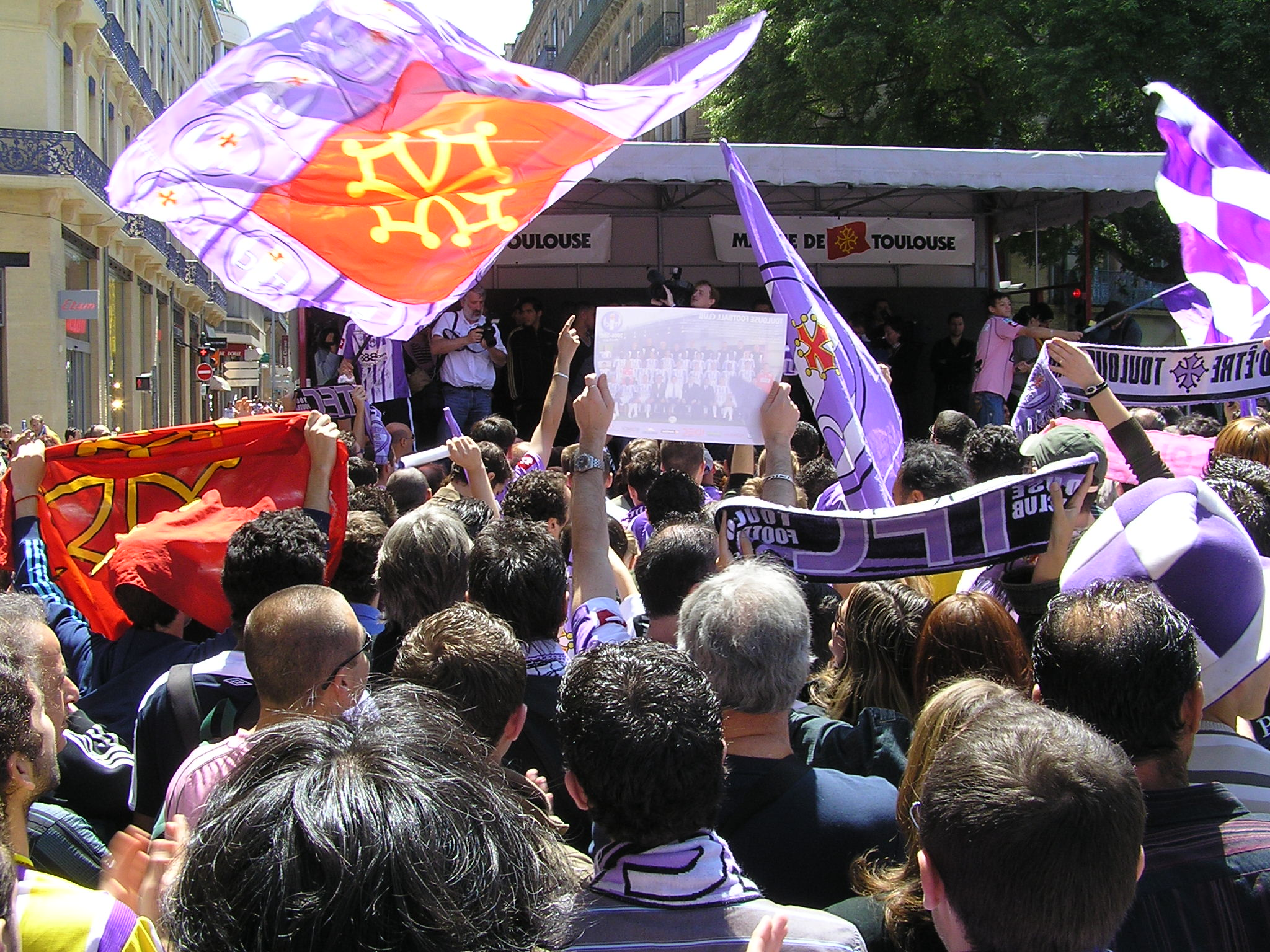
Los aficionados del Toulouse celebran la clasificación para la Liga de Campeones 2007/08.

En 1977, un cambio en la presidencia hizo que el club retomara el nombre actual, así como también se cambiaron los colores de las equipaciones por las actuales malvas. Empiezan buenos años para el equipo, el cual, en 1982 alcanza, por primera vez, la primera división. Debido al nivel, la calidad de jugadores y técnico aumenta (por aquellos entonces era Jacques Santini quien entrenaba al TFC) y, como resultado, el equipo acaba la temporada 1984/85 tercero, accediendo a la Copa de la UEFA.
Al llegar los años 1990, la tendencia del ascensor (años entre divisiones, en este caso Ligue 1 y Ligue 2, sin consolidarse en ninguna categoría) se impuso, llegando al extremo en que, finalizada la temporada 2000-01, desciende deportivamente a la Ligue 2 y administrativamente desciende a la categoría de bronce: la División National. A pesar de perderlo casi todo salvo el estatus de club profesional y poco más, el Toulouse ascendió, de nuevo y en 2 años, a la primera división francesa, donde está desde la temporada 2003-04. La temporada 2006-07 logró un éxito sin precedentes, terminando la liga en tercera posición, lo que le dio la clasificación para la Liga de Campeones de la UEFA. Sin embargo, fueron eliminados en la tercera ronda clasificatoria por el Liverpool FC.
Después de una pasada temporada sufriendo por mantener al equipo hasta la última jornada, en la temporada 2008-09 consiguen una merecida 4.ª plaza y, además, el título de máximo goleador a cargo de André-Pierre Gignac, con 24 goles.

## Uniforme
- Uniforme titular: Camiseta morada, pantalón blanco y medias moradas.
- Uniforme alternativo: Camiseta rosa, pantalón morado y medias rosadas.

### Evolución del uniforme

#### Uniforme titular
| 2010-11 | 2011-2012 | 2012-2013 | 2013-2014 | 2014-2015 | 2015-2016 | 2016-2017 | 2017-2018 |

| 2018-2019 | 2019-2020 | 2020-2021 | 2021-2022 | 2022-2023 | 2023-2024 | 2024-2025 |

#### Uniforme alternativo
| 2010-2011 | 2011-2012 | 2012-2013 | 2013-2014 | 2014-2015 | 2015-2016 | 2016-2017 | 2017-2018 |
| 2018-2019 | 2019-2020 | 2020-2021 | 2021-2022 | 2022-2023 | 2023-2024 | 2024-2025 |           |

### Tercer Uniforme
| 2010-2011 | 2011-2012 | 2012-2013 | 2013-2014 | 2014-2015 | 2015-2016 | 2023-2024 |

## Estadio

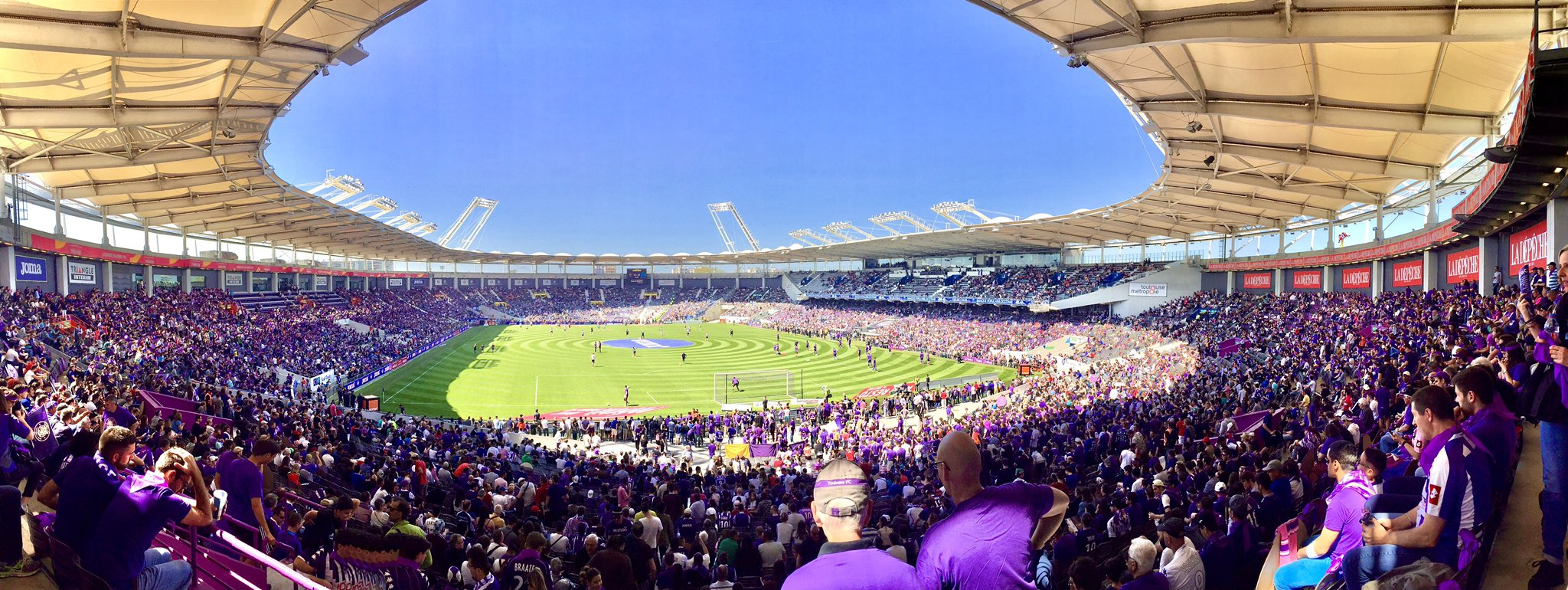
Stade de Toulouse

Su principal estadio es el Stade de Toulouse.

## Rivalidades
Sus clásicos rivales fueron el Toulouse Fontaines (club desaparecido) y el Girondins de Burdeos (en segunda división). 

## Datos del club
- Temporadas en 1ª: 18 (2012/13) (como TFC).
- Temporadas en 2ª: 7 (como TFC).
- Mejor puesto en la liga: 3.º (temporadas 1986/87 y 2006-07).
- Peor puesto en la liga: 20.º (temporada 2019/20).

## Palmarés

### Torneos nacionales (2)
| Competición nacional              | Títulos                            | Subcampeonatos |
| --------------------------------- | ---------------------------------- | -------------- |
| Primera División de Francia (0/1) |                                    | 1954-55        |
| Copa de Francia (2/0)             | 1956-57, 2022-23                   |                |
| Supercopa de Francia (0/2)        |                                    | 1957, 2023     |
| Ligue 2 (4/0)                     | 1952–53, 1981–82, 2002–03, 2021-22 |                |